# Calle de las Aguas
La calle de las Aguas es una pequeña vía pública de la ciudad española de Madrid, situada en el barrio de Palacio, distrito Centro, entre las calles de Don Pedro y Tabernillas, y dividida en su corto recorrido por la carrera de San Francisco. Aparecía ya con el nombre de «Aguas» tanto en el plano de Texeira de 1656 como en el de Espinosa de 1769.

## Historia

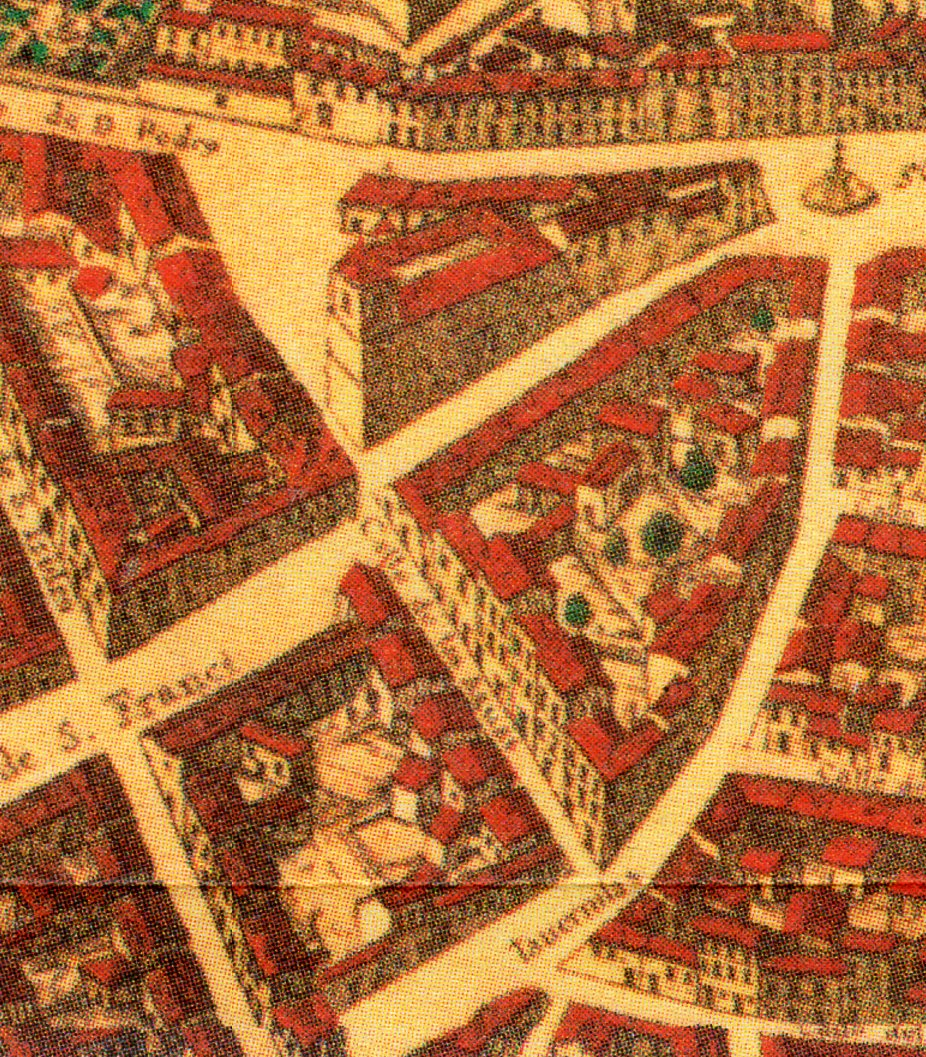
Calle de las Aguas, extendiéndose en dirección NO-SE en el plano de Texeira de 1656.

En el corazón de la primitiva Morería madrileña, su nombre rememora la existencia de unos baños árabes quizá legendarios y supuestamente demolidos durante el reinado de Alfonso X de Castilla. Al parecer la zona era vivero de manantiales y su flujo llegaba a alimentar los caños de la fuente de San Pedro el Viejo (denominadas como «sci.petri» en el Fuero de 1202), el antiguo Matadero y las míticas huertas del Pozacho (debajo del Viaducto, construido cinco siglos después).
Otra versión aún más legendaria propone que el nombre de esta calle le vino de un tal Juan de Aguas, vecino del lugar en el siglo xviii. Lo más probable es que la abundancia de manantiales, unida a la depresión del terreno formase en ella grandes charcos y barrizales que llevaron al nombre popular de calle de las aguas.

### Cronistas y organilleros

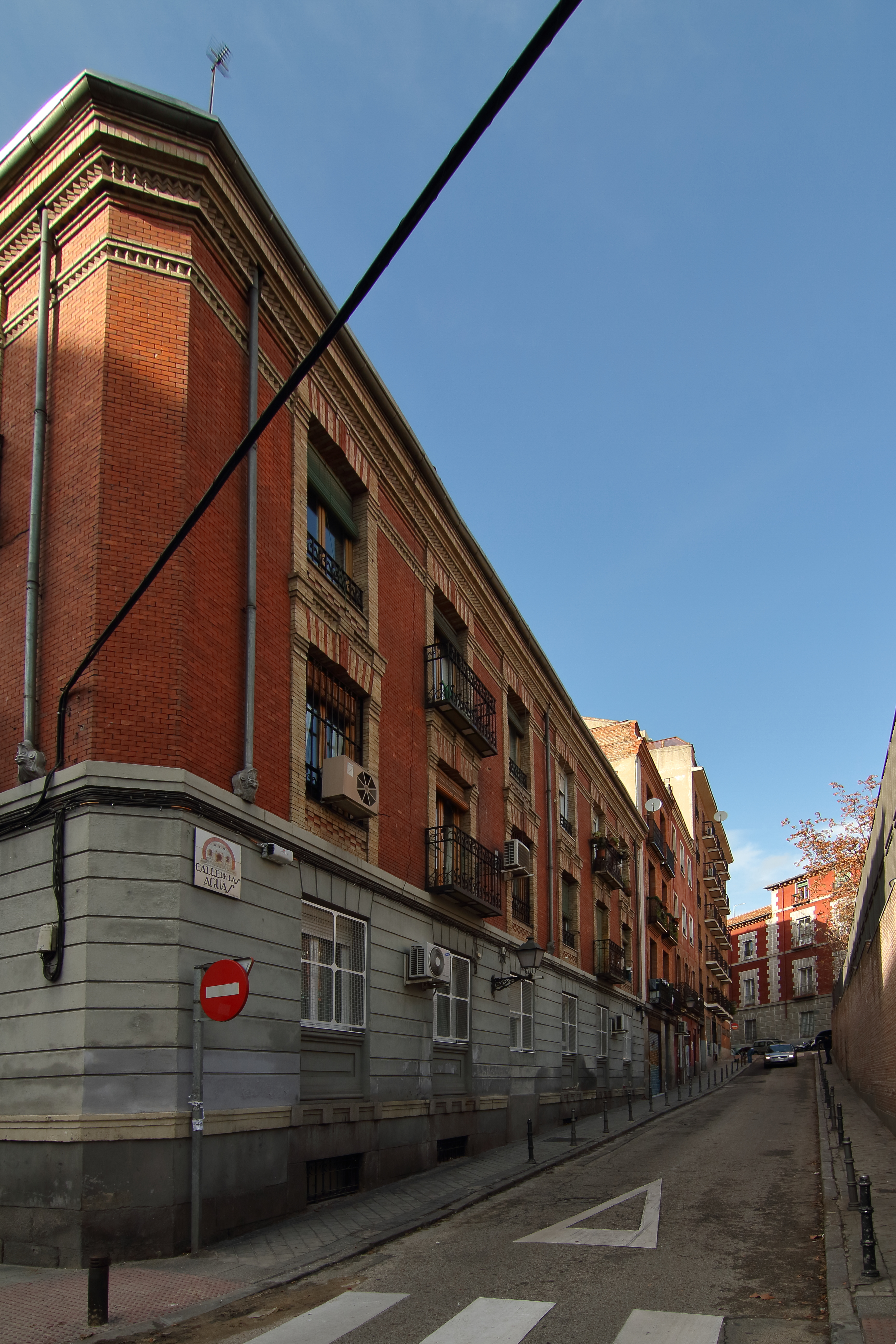
Calle de la Aguas, desde la Carrera de San Francisco (2016).

Pedro de Répide, romántico cronista de la Villa de Madrid, nacido en 1882 en la cercana calle de la Morería, anotaba en sus artículos sobre el callejero de la capital de España, el pasaje de su infancia en que le llevaron a ver el auto de El nacimiento del Mesías al Teatro de Talía, establecimiento provisional que al final del siglo xix estuvo en el número 9 de esta calle (también recordado como Teatro de la Esmeralda).
En el corazón de esta calle, esquina al nº 9 de la carrera de San Francisco tuvo su taller y almacén de organillos el músico Antonio Apruzzese, hijo del ‘lutier’ italiano Luis Apruzzese, supuesto introductor del organillo en Madrid. En 2009 aún se conservaban ejemplares construidos por ambos artesanos en un almacén-museo de esta calle.

## Bibliografía

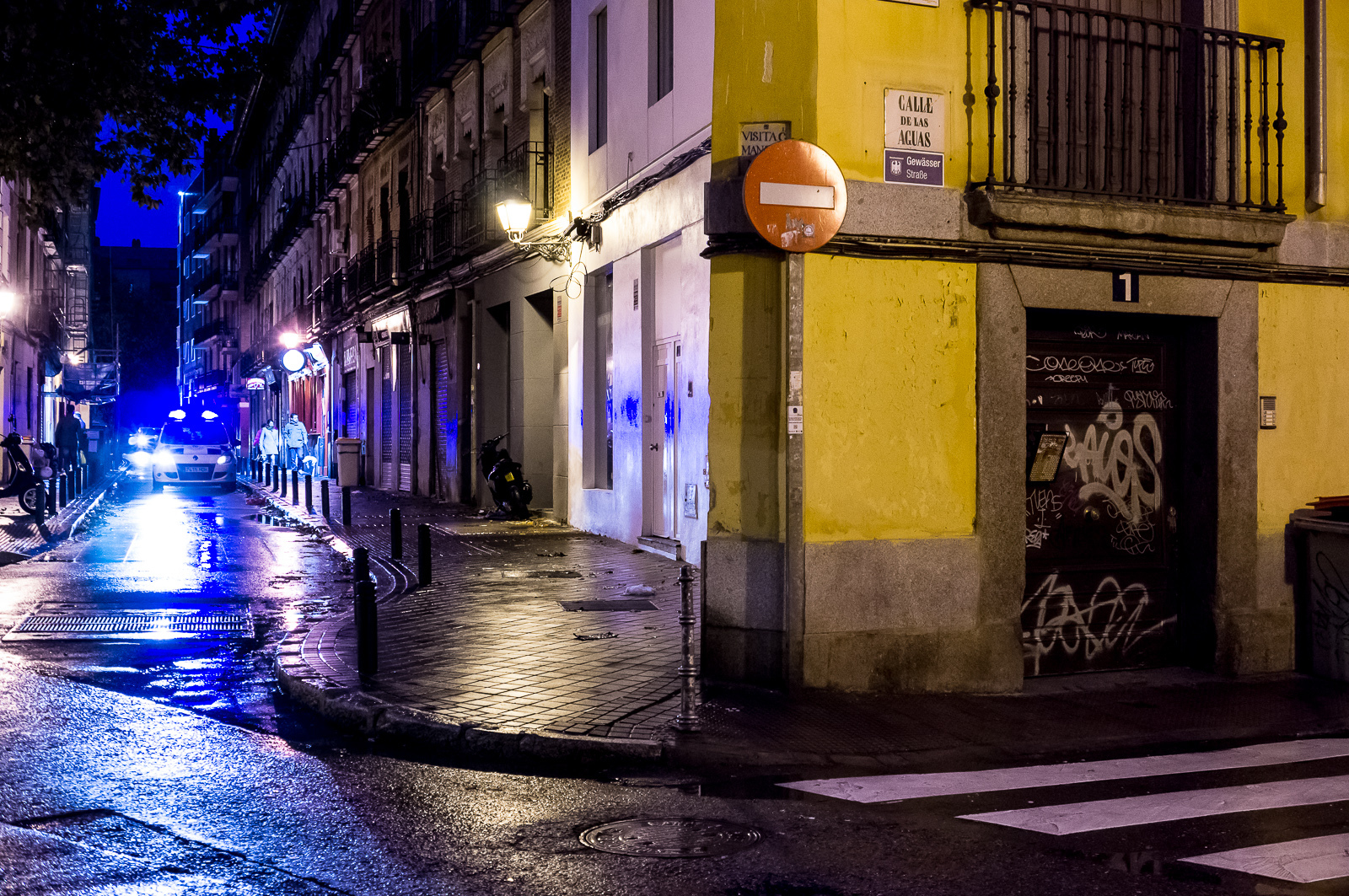
Vista nocturna de la esquina de la calle de las Aguas con la calle del Ángel –al frente–, en la confluencia de ambas con la calle del Águila. (En 2013)